# ارمنستان در مسابقه آواز یوروویژن
کشور ارمنستان از سال ۲۰۰۶ تا کنون در ۱۰ دوره مسابقه آواز یوروویژن (ارمنی: Եվրատեսիլ երգի մրցույթում; انگلیسی: Eurovision Song Contest) شرکت نموده است؛ که در هفت دوره آن جز ۱۰ کشور برتر قرار داشته‌است.

## شرکت کنندگان
راهنما
| سال  | هنرمند                | زبان           | عنوان                           | نهایی                           | امتیازات                        | نیمه نهایی      | امتیازات        |
| ---- | --------------------- | -------------- | ------------------------------- | ------------------------------- | ------------------------------- | --------------- | --------------- |
| ۲۰۰۶ | آندره                 | انگلیسی        | "بدون عشق تو"                   | 8                               | ۱۲۹                             | 6               | ۱۵۰             |
| ۲۰۰۷ | هایکو                 | انگلیسی، ارمنی | "هروقتی که تو نیاز داری"        | 8                               | ۱۳۸                             | ۱ تا ۱۰ سال قبل | ۱ تا ۱۰ سال قبل |
| ۲۰۰۸ | سیروشو                | انگلیسی، ارمنی | "کِلِه کِلِه"                       | 4                               | ۱۹۹                             | 2               | ۱۳۹             |
| ۲۰۰۹ | اینگا و آنوش آرشاکیان | انگلیسی، ارمنی | "جان جان"                       | 10                              | ۹۲                              | 5               | ۹۹              |
| ۲۰۱۰ | اوا ریواس             | انگلیسی        | "هسته زردآلو"                   | 7                               | ۱۴۱                             | 6               | ۸۳              |
| ۲۰۱۱ | امی                   | انگلیسی        | "بوم بوم"                       | واجد شرایط شرکت در این بخش نبود | واجد شرایط شرکت در این بخش نبود | 12              | ۵۴              |
| ۲۰۱۲ | شرکت نکرد             | شرکت نکرد      | شرکت نکرد                       | شرکت نکرد                       | شرکت نکرد                       | شرکت نکرد       | شرکت نکرد       |
| ۲۰۱۳ | دوریانس               | انگلیسی        | "سیاره تنها (ترانه)"            | 18                              | ۴۱                              | 7               | ۶۹              |
| ۲۰۱۴ | آرام ام‌پی۳            | انگلیسی        | "تنها نیستی (ترانه آرام ام‌پی۳)" | 4                               | ۱۷۴                             | ۴               | ۱۲۱             |
| ۲۰۱۵ | جنلوجی                | انگلیسی        | "با سایه روبه‌رو شو"             | ۱۶                              | ۳۴                              | ۷               | ۷۷              |
| ۲۰۱۶ | ایوتا موکوچیان        | انگلیسی        | "موج عشق"                       | ۷                               | ۲۴۹                             | 2               | ۲۴۳             |
| ۲۰۱۷ |                       |                |                                 |                                 |                                 |                 |                 |

توجه: اگر کشوری در یک سال برنده شود نیازی به شرکت در نیمه نهایی سال بعد را ندارد. همچنین بین سال‌های ۲۰۰۴ تا ۲۰۰۷ کشورهای یکم تا دهم که عضوی چهارتای اول نبودند نیازی به شرکت در نیمه نهایی را نداشتند.برای مثال؛اگر آلمان و فرانسه در بین ده کشور اول بودند،کشورهای یازدهم و دوازدهم با بقیه کشورهای یک تا ده در مسابقه نهایی همراه می‌شدند.

## سخنگویان و مفسران
| سال(ها) | مفسران | سخنگویان           |
| ------- | --- | ------------------ |
| ۲۰۰۶    | گوهار گاسپاریان و فلیکس خاچاتریان | گوهار گاسپاریان    |
| ۲۰۰۷    | گوهار گاسپاریان | سیروشو             |
| ۲۰۰۸    | فلیکس خاچاتریان و هراچوهی اومازیان | هراچوهی اومازیان   |
| ۲۰۰۹    | خورن لِونیان | سیروشو             |
| ۲۰۱۰    | هراچوهی اومازیان و خورن لِونیان | نازنی هوهانیسیان   |
| ۲۰۱۱    | آرتاک واردانیان | لوئیزین تُوماسیان   |
| ۲۰۱۲    | گوهار گاسپاریان و آرتور گریگوریان | ارمنستان شرکت نکرد |
| ۲۰۱۳    | آندره و آرِویک اودومیان (نیمه نهایی‌ها)، اریک آنتارانیان و آنا آوانسیان (نهایی)                                                             | آندره              |
| ۲۰۱۴    | اریک آنتارانیان و آنا آوانسیان (نیمه نهایی‌ها)، آرِویک اودومیان و تیگران دانیلیان (نهایی)                                                   | آنا آوانسیان       |
| ۲۰۱۵    | آرام ام‌پی۳ و اریک آنتارانیان (نیمه نهایی اول)، واهه خانامیریان و هرمینه استپانیان (نیمه نهایی دوم)، آوت بارسگیان و آرِویک اودومیان (نهایی) | لیلیت مورادیان     |
| ۲۰۱۶    | آوت بارسگیان | آرمان مارگاریان    |

## نگارخانه

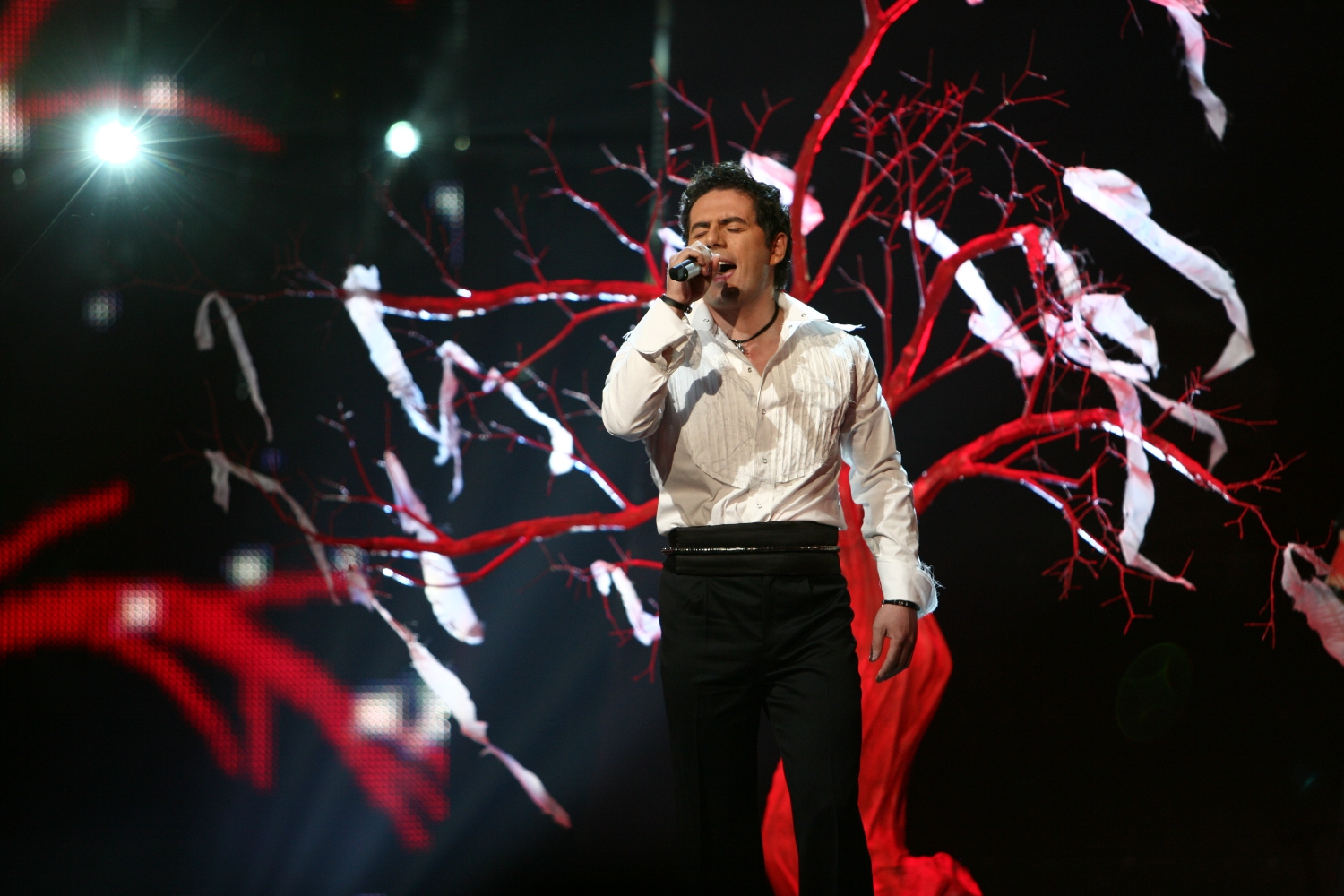
هایکو در حال اجرای "هروقتی که تو نیاز داری" در هلسینکی (۲۰۰۷)
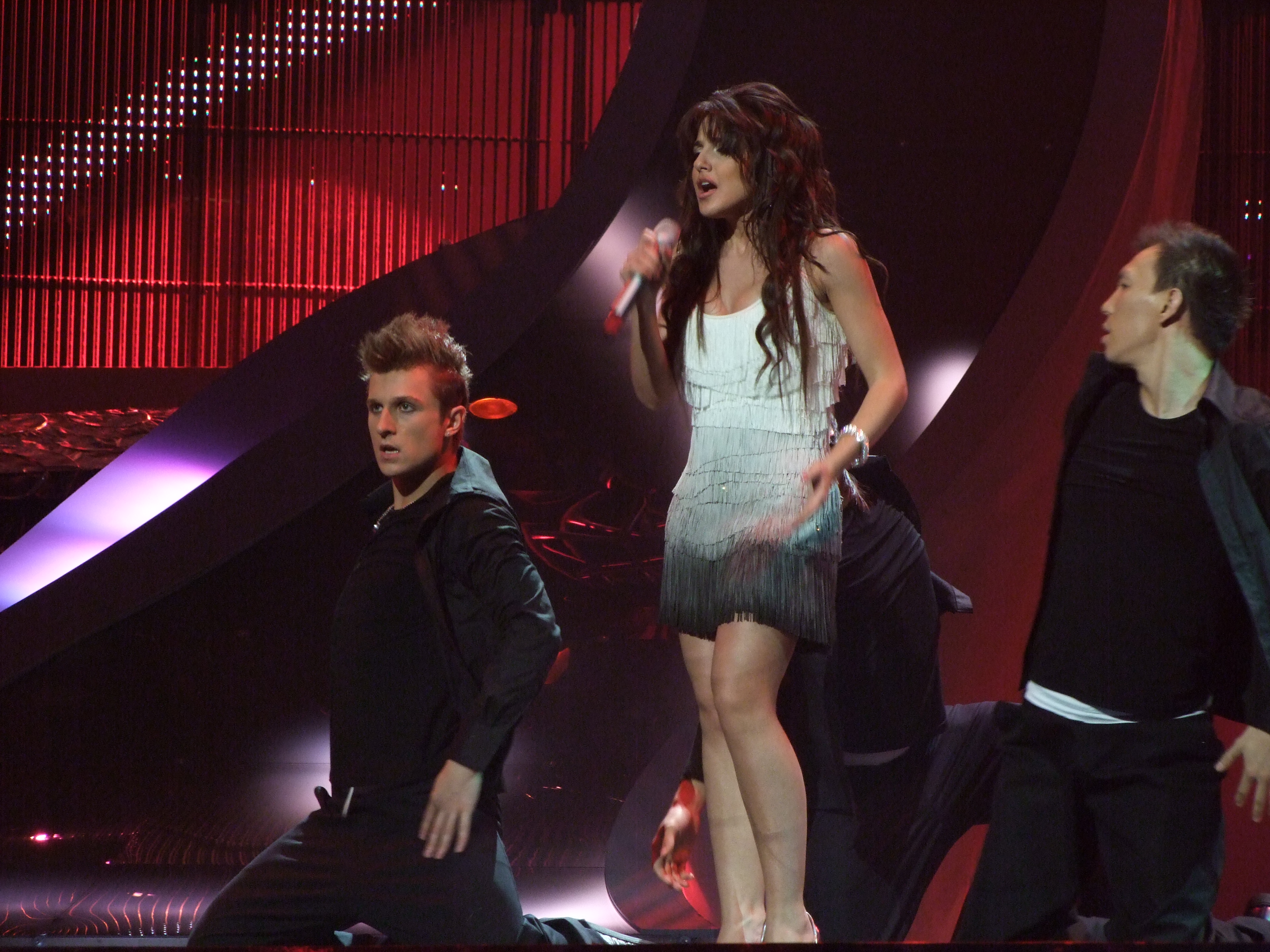
سیروشو در حال اجرای "کِلِه کِلِه" در بلگراد (۲۰۰۸)
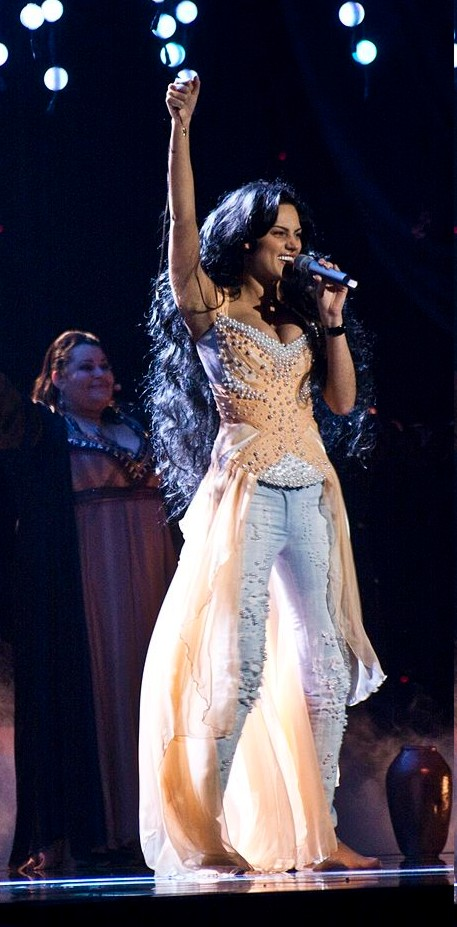
اوا ریواس در حال اجرای "هسته زردآلو" در اسلو (۲۰۱۰)
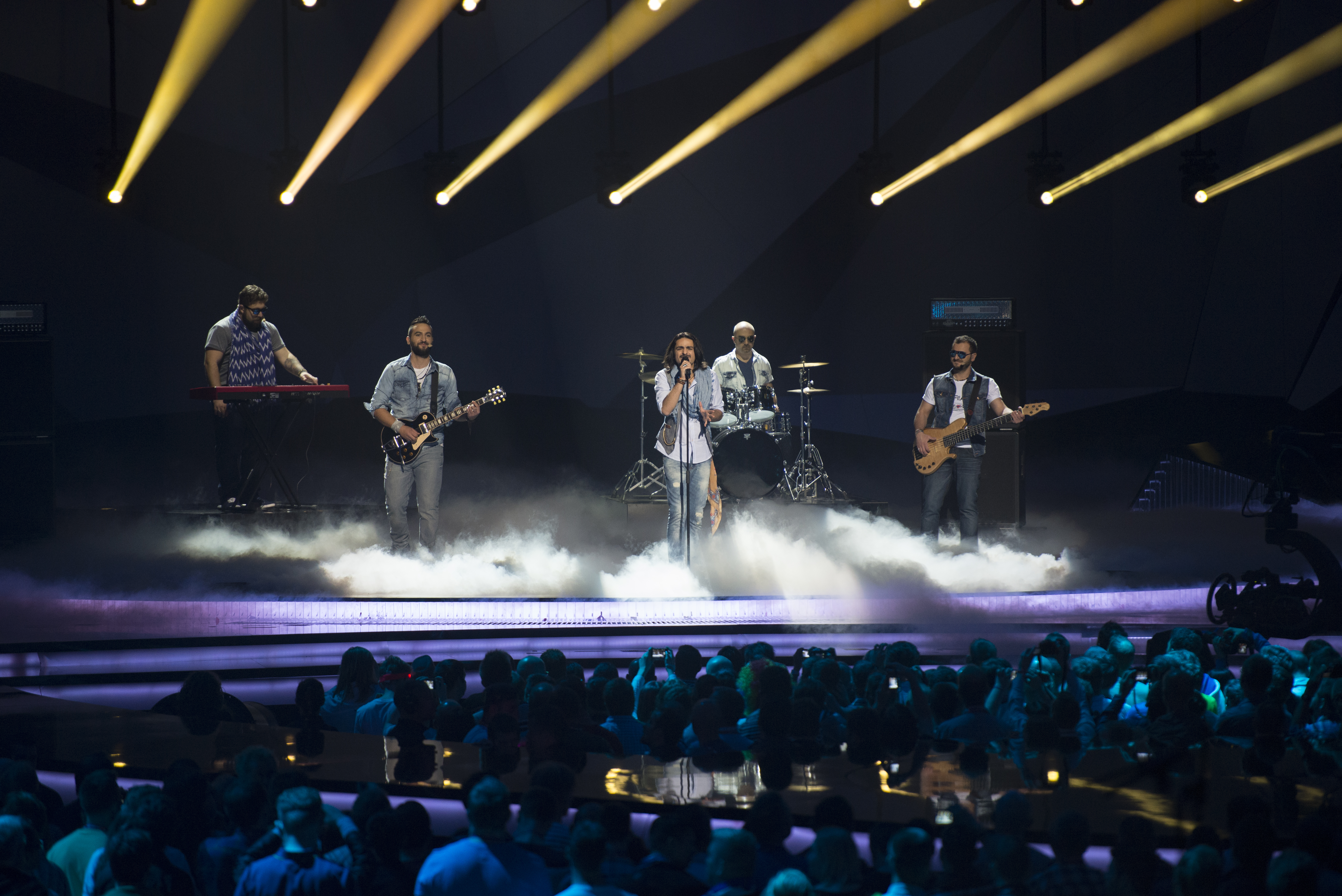
دوریانس در حال اجرای "سیاره تنها" در مالمو (۲۰۱۳)
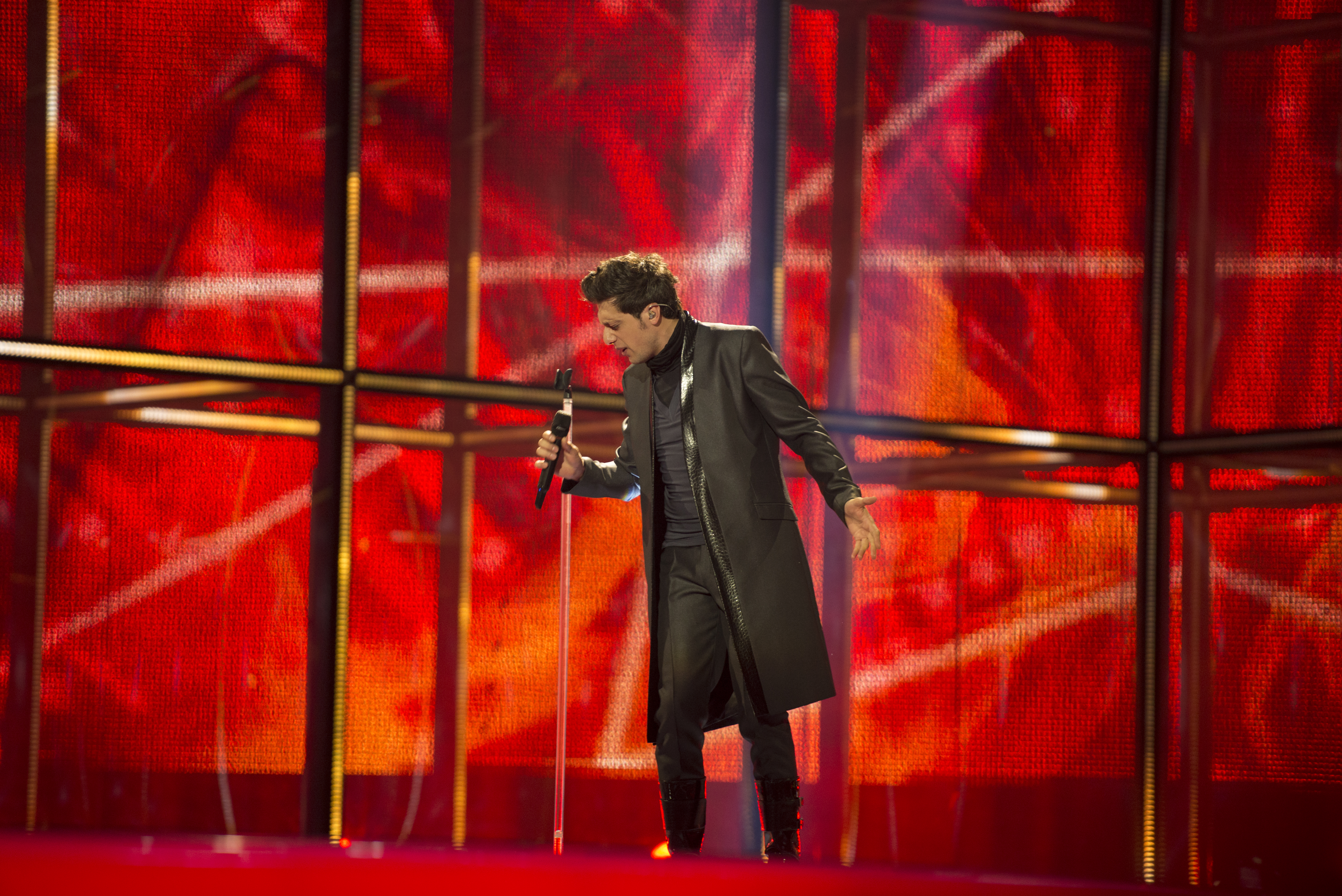
آرام ام‌پی۳ در حال اجرای "تنها نیستی" در کپنهاگ (۲۰۱۴)
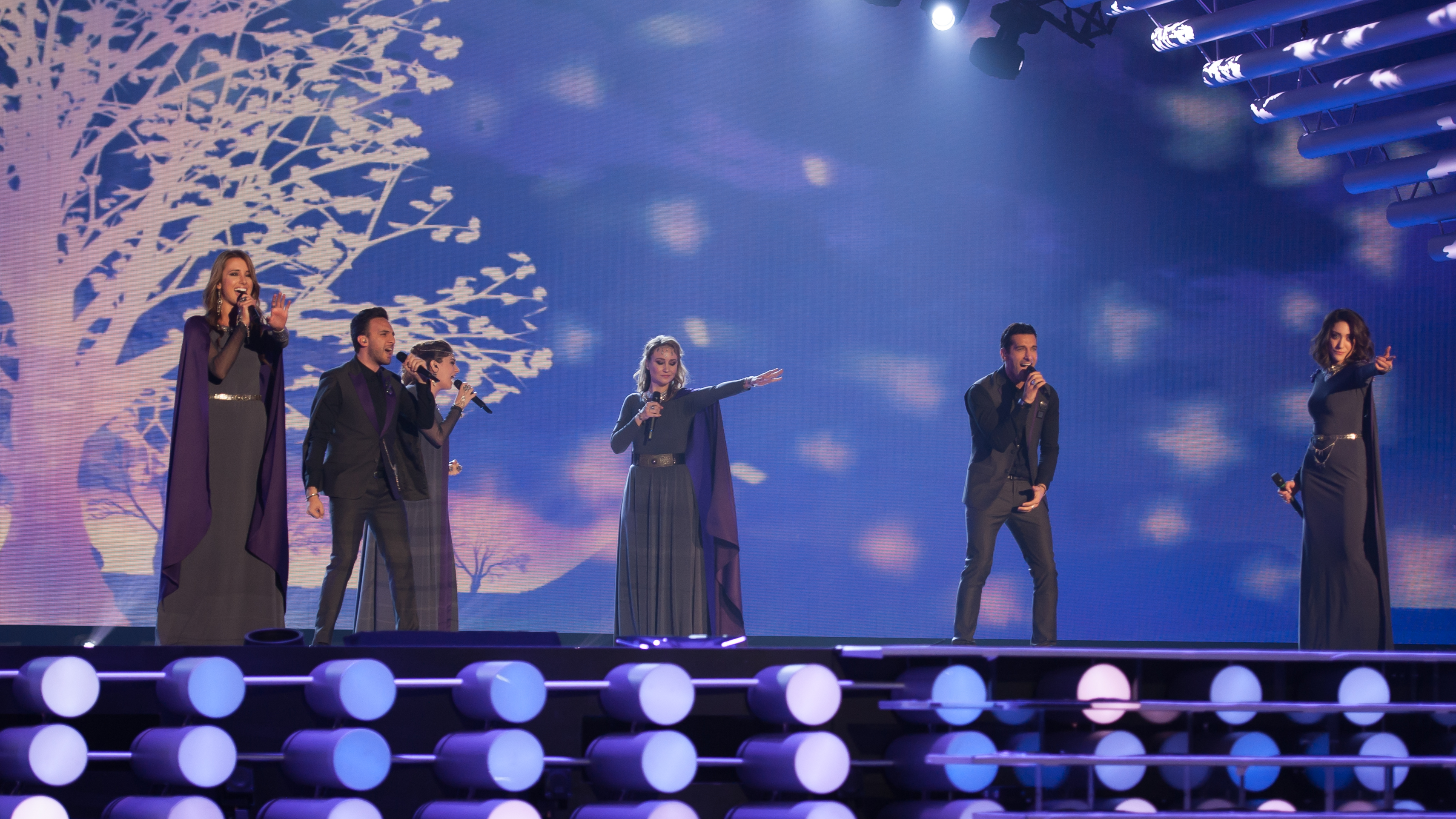
جنلوجی در حال اجرای "با سایه روبه‌رو شو" در وین (۲۰۱۵)
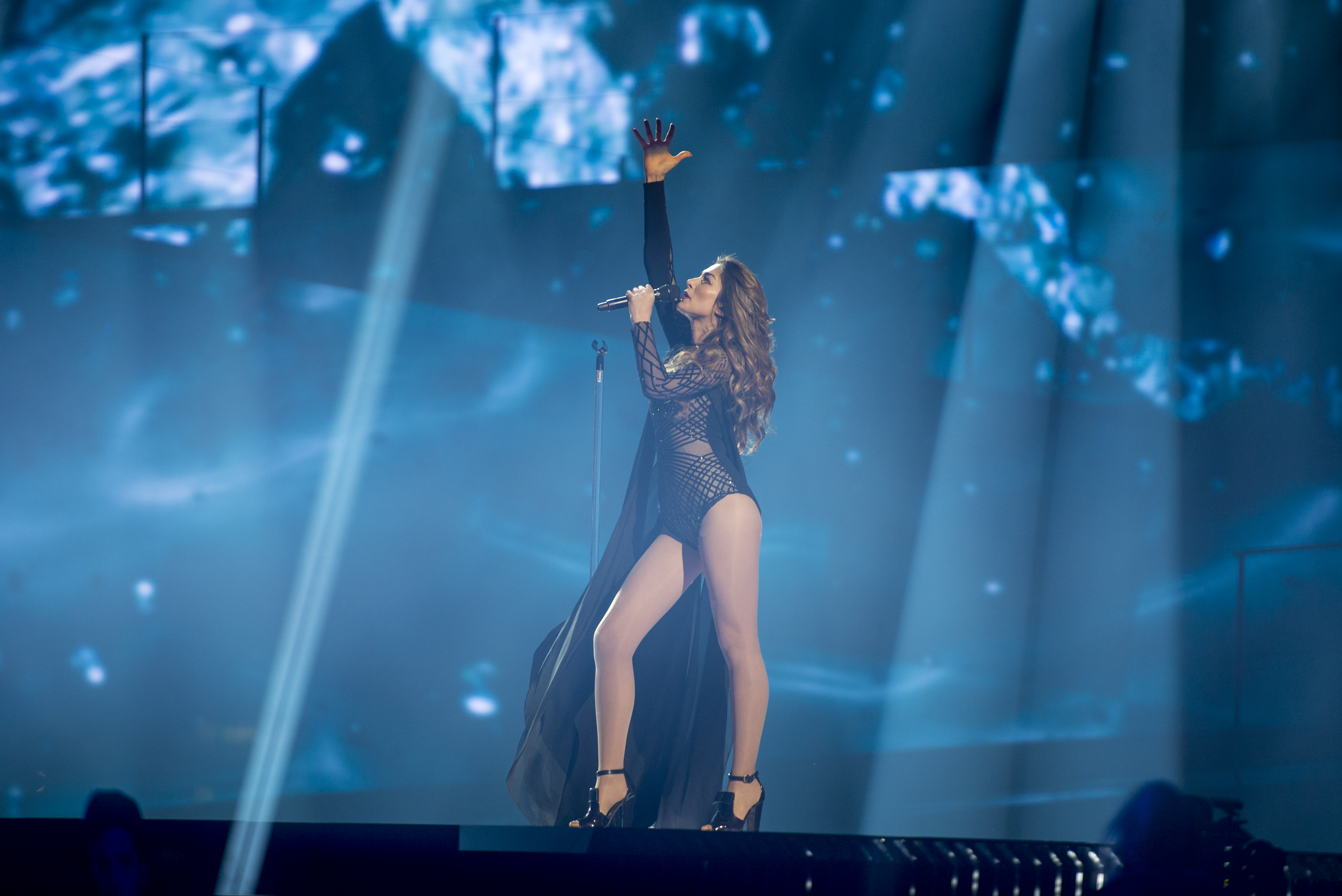
ایوتا موکوچیان در حال اجرای "موج عشق" در استکهلم (۲۰۱۶)